# Ján Vlasko
Ján Vlasko (ur. 11 stycznia 1990 w Bojnicach) – słowacki piłkarz występujący na pozycji pomocnika w klubie Puskás Akadémia FC. W swojej karierze grał także w takich zespołach jak Slovan Liberec, MFK Dubnica, Zenit Čáslav, FK Senica, Zagłębie Lubin oraz Spartak Trnawa. Były młodzieżowy reprezentant Słowacji.